# Frank Jacobsson

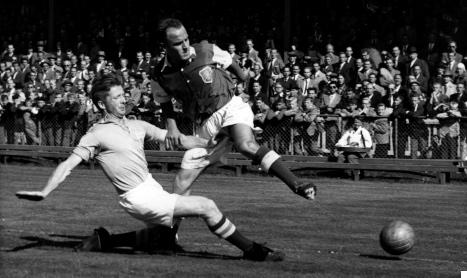
Sanny Jacobsson, i kamp med MFF-backen Sune Sandbring, i den allsvenska matchen Malmö FF mot Gais på Malmö stadion den 3 maj 1953, som slutade 6–2.

Frank Charles "Sanny" Jacobsson, född 6 juli 1930 i Göteborgs domkyrkoförsamling, Göteborg, död 26 februari 2017 i Bergsjöns distrikt, Göteborg, var en svensk fotbollsspelare.
Jacobsson var vänsterytter, svensk mästare för Gais säsongen 1953/1954 och sexfaldig svensk landslagsman.

## Biografi
Sanny Jacobsson började spela boll i Redbergslids IK och debuterade som nittonåring i Allsvenskan, för Gais, 1949. Han spelade 126 allsvenska matcher fram till 1959 och gjorde därvid 24 mål. I landslaget uppträdde han för första gången 1951, i en match mot Island i Reykjavik.
Såväl i Gais som i det svenska landslaget spelade han tillsammans med sin bror Karl-Alfred. Sanny Jacobsson var teknisk och snabb och från vänsterkanten matade han in precisa inlägg som hans bror, den trefaldiga allsvenska skyttekungen, ofta skallade i mål. I den för guldet avgörande matchen i 1953/54 års allsvenska, möttes Gais och Helsingborgs IF på Olympia, den 23 maj 1954. I denna match slog Jacobsson vid två tillfällen inlägg, vilka hans bror satte i mål. Gais vann matchen med 3–2.
I mitten av 1950-talet värvades Jacobsson till division II-laget IK Oddevold, där han sammanlagt spelade 56 matcher (20 mål) åren 1954–1958 innan han återvände och avslutade karriären i Gais.
Han är gravsatt i minneslunden på Kvibergs kyrkogård.